# Championship League
La Championship League è un torneo professionistico di snooker, valido per il Ranking, che si è disputato dal 2008 al 2016 a Stock, dal 2017 al 2019 a Coventry (in quest'ultima edizione il gruppo 7 e il gruppo vincitori sono stati disputati a Barnsley), nell'edizione 2019-2020 e dall'edizione 2021 (2021-2022) a Leicester e dall'edizione 2020 (2019-2020) all'edizione 2021 (2020-2021) a Milton Keynes, in Inghilterra.

## Formula
Al torneo vengono invitati 25 giocatori. Ci sono 8 gironi da 7 giocatori di cui i primi 4 di ognuno si qualificano per uno spareggio tra loro e i vincitori di ogni spareggio si qualificheranno automaticamente al gruppo 8, cioè quello dei vincitori. Chi arriva al 5º posto nel proprio girone viene fatto scalare al gruppo successivo fino al 7°. Ad esempio se un giocatore arriva 5º nel Gruppo 1 verrà spostato nel Gruppo 2 e via dicendo, chi invece arriva 5º nel Gruppo 7 viene eliminato, tuttavia anche chi perderà in semifinale e in finale allo spareggio verrà a sua volta scalato nel gruppo successivi fino al 7°; per questo motivo ogni gruppo si gioca in date diverse. I giocatori che arriveranno al 6º e al 7º posto nei loro gruppi verranno eliminati dal torneo.
Chi vince il torneo ottiene un posto nel Champion of Champions dell'anno dopo.

### Edizione 2020
Nella stagione 2019-2020, la Championship League viene disputata due volte: dato un lungo stop per la pandemia di COVID-19, è stato deciso di ritornare alle ostilità con questo evento e, di conseguenza, dato che la vera e propria Championship League era finita a marzo, viene cambiato il format, solo per questa edizione:

## Albo d'oro
Nota: Con lo sfondo colorato (†) di verde indica un torneo per la classifica. Senza sfondo verde indica un torneo che non fa parte il ranking.
| Edizione  | Vincitore       | Finalista         | Risultato           | Stagione  | Città               | Impianto                         | Tipologia   | Note   |
| --------- | --------------- | ----------------- | ------------------- | --------- | ------------------- | -------------------------------- | ----------- | ------ |
| 2008      | Joe Perry       | Mark Selby        | 3 - 1               | 2007-2008 | Stock               | Crondon Park Golf Club           | Non-Ranking | [ 2 ]  |
| 2009      | Judd Trump      | Mark Selby        | 3 - 2               | 2008-2009 | Stock               | Crondon Park Golf Club           | Non-Ranking | [ 3 ]  |
| 2010      | Marco Fu        | Mark Allen        | 3 - 2               | 2009-2010 | Stock               | Crondon Park Golf Club           | Non-Ranking | [ 4 ]  |
| 2011      | Matthew Stevens | Shaun Murphy      | 3 - 1               | 2010-2011 | Stock               | Crondon Park Golf Club           | Non-Ranking | [ 5 ]  |
| 2012      | Ding Junhui     | Judd Trump        | 3 - 1               | 2011-2012 | Stock               | Crondon Park Golf Club           | Non-Ranking | [ 6 ]  |
| 2013      | Martin Gould    | Ali Carter        | 3 - 2               | 2012-2013 | Stock               | Crondon Park Golf Club           | Non-Ranking | [ 7 ]  |
| 2014      | Judd Trump      | Martin Gould      | 3 - 1               | 2013-2014 | Stock               | Crondon Park Golf Club           | Non-Ranking | [ 8 ]  |
| 2015      | Stuart Bingham  | Mark Davis        | 3 - 2               | 2014-2015 | Stock               | Crondon Park Golf Club           | Non-Ranking | [ 9 ]  |
| 2016      | Judd Trump      | Ronnie O'Sullivan | 3 - 2               | 2015-2016 | Stock               | Crondon Park Golf Club           | Non-Ranking | [ 10 ] |
| 2017      | John Higgins    | Ryan Day          | 3 - 0               | 2016-2017 | Coventry            | Ricoh Arena                      | Non-Ranking | [ 11 ] |
| 2018      | John Higgins    | Zhou Yuelong      | 3 - 2               | 2017-2018 | Coventry            | Ricoh Arena                      | Non-Ranking | [ 12 ] |
| 2019      | Martin Gould    | Jack Lisowski     | 3 - 1               | 2018-2019 | Coventry e Barnsley | Ricoh Arena e Barnsley Metrodome | Non-Ranking | [ 15 ] |
| 2019-2020 | Scott Donaldson | Graeme Dott       | 3 - 0               | 2019-2020 | Leicester           | Morningside Arena                | Non-Ranking | [ 16 ] |
| 2020      | Luca Brecel     | Ben Woollaston    | Girone all'italiana | 2019-2020 | Milton Keynes       | Marshall Arena                   | Non-Ranking | [ 18 ] |
| 2020†     | Kyren Wilson    | Judd Trump        | 3 - 1               | 2020-2021 | Milton Keynes       | Stadium MK                       | Ranking     | [ 19 ] |
| 2021      | Kyren Wilson    | Mark Williams     | 3 - 2               | 2020-2021 | Milton Keynes       | Stadium MK                       | Non-Ranking | [ 20 ] |
| 2021†     | David Gilbert   | Mark Allen        | 3 - 1               | 2021-2022 | Leicester           | Morningside Arena                | Ranking     | [ 21 ] |
| 2021-2022 | John Higgins    | Stuart Bingham    | 3 - 2               | 2021-2022 | Leicester           | Morningside Arena                | Non-Ranking | [ 22 ] |
| 2022†     | Luca Brecel     | Lu Ning           | 3 - 1               | 2022-2023 | Leicester           | Morningside Arena                | Ranking     |        |
| 2022      | John Higgins    | Judd Trump        | 3 - 1               | 2022-2023 | Leicester           | Morningside Arena                | Non-Ranking |        |
| 2023†     | Shaun Murphy    | Mark Williams     | 3 - 0               | 2023-2024 | Leicester           | Morningside Arena                | Ranking     |        |

## Statistiche

### Finalisti
| Giocatore         | Vittorie | Finali perse | Totale |
| ----------------- | -------- | ------------ | ------ |
| Judd Trump        | 3        | 2            | 5      |
| John Higgins      | 3        | 0            | 3      |
| Martin Gould      | 2        | 1            | 3      |
| Kyren Wilson      | 2        | 0            | 2      |
| Stuart Bingham    | 1        | 1            | 2      |
| Mark Selby        | 0        | 2            | 2      |
| Mark Allen        | 0        | 2            | 2      |
| Joe Perry         | 1        | 0            | 1      |
| Marco Fu          | 1        | 0            | 1      |
| Matthew Stevens   | 1        | 0            | 1      |
| Ding Junhui       | 1        | 0            | 1      |
| Scott Donaldson   | 1        | 0            | 1      |
| Luca Brecel       | 1        | 0            | 1      |
| David Gilbert     | 1        | 0            | 1      |
| Shaun Murphy      | 0        | 1            | 1      |
| Ali Carter        | 0        | 1            | 1      |
| Mark Davis        | 0        | 1            | 1      |
| Ronnie O'Sullivan | 0        | 1            | 1      |
| Ryan Day          | 0        | 1            | 1      |
| Zhou Yuelong      | 0        | 1            | 1      |
| Jack Lisowski     | 0        | 1            | 1      |
| Graeme Dott       | 0        | 1            | 1      |
| Ben Woollaston    | 0        | 1            | 1      |
| Mark Williams     | 0        | 1            | 1      |

### Finalisti per nazione
| Nazione          | Vittorie | Finali perse | Totale |
| ---------------- | -------- | ------------ | ------ |
| Inghilterra      | 10       | 12           | 22     |
| Scozia           | 4        | 1            | 5      |
| Galles           | 1        | 2            | 3      |
| Cina             | 1        | 1            | 2      |
| Irlanda del Nord | 0        | 2            | 2      |
| Hong Kong        | 1        | 0            | 1      |
| Belgio           | 1        | 0            | 1      |

- Vincitore più giovane: Judd Trump (20 anni, 2009)
- Vincitore più anziano: John Higgins (47 anni, 2021-2022)

### Century break
| Edizione  | Century break | Miglior break                     |
| --------- | ------------- | --------------------------------- |
| 2008      | 76            | Ali Carter (2) Dave Harold (143)  |
| 2009      | 75            | Mark Selby (145)                  |
| 2010      | 93            | Marco Fu Peter Ebdon (144)        |
| 2011      | 86            | Mark Williams (143)               |
| 2012      | 109           | Mark Allen (144)                  |
| 2013      | 93            | Stephen Maguire (146)             |
| 2014      | 93            | Shaun Murphy (147)                |
| 2015      | 79            | Barry Hawkins David Gilbert (147) |
| 2016      | 96            | Fergal O'Brien (147)              |
| 2017      | 111           | Mark Davis (147, 2)               |
| 2018      | 116           | Martin Gould Luca Brecel (147)    |
| 2019      | 104           | David Gilbert (147)               |
| 2019-2020 | 104           | Judd Trump (145)                  |
| 2020 (1)  | 53            | Joe O'Connor (143)                |
| 2020 (2)  | 89            | Ryan Day John Higgins (147)       |
| 2021 (1)  | 147           | Stuart Bingham (147)              |
| 2021 (2)  | 74            | Mark Allen (146)                  |
| 2021-2022 | 127           | Zhao Xintong (143)                |

### Maximum break
| N° | Giocatore      | Avversario         | Turno             | Data              | Edizione | Note   |
| -- | -------------- | ------------------ | ----------------- | ----------------- | -------- | ------ |
| 1  | Shaun Murphy   | Mark Davis         | Gruppo 2          | 8 gennaio 2014    | 2014     | [ 23 ] |
| 2  | Barry Hawkins  | Stephen Maguire    | Gruppo 1          | 5 gennaio 2015    | 2015     | [ 24 ] |
| 3  | David Gilbert  | Xiao Guodong       | Gruppo 7          | 10 febbraio 2015  | 2015     | [ 25 ] |
| 4  | Fergal O'Brien | Mark Davis         | Gruppo 6          | 25 febbraio 2016  | 2016     | [ 26 ] |
| 5  | Mark Davis     | Neil Robertson     | Gruppo 3          | 10 gennaio 2017   | 2017     | [ 27 ] |
| 6  | Mark Davis     | John Higgins       | Gruppo vincitori  | 2 marzo 2017      | 2017     | [ 28 ] |
| 7  | Martin Gould   | Li Hang            | Gruppo 6          | 26 gennaio 2018   | 2018     | [ 29 ] |
| 8  | Luca Brecel    | John Higgins       | Gruppo 7          | 26 marzo 2018     | 2018     | [ 30 ] |
| 9  | David Gilbert  | Stephen Maguire    | Gruppo 5          | 22 gennaio 2019   | 2019     | [ 31 ] |
| 10 | Ryan Day       | Rod Lawler         | Gruppo 2 (Fase 1) | 13 settembre 2020 | 2020 (2) | [ 32 ] |
| 11 | John Higgins   | Kyren Wilson       | Gruppo 2 (Fase 3) | 30 ottobre 2020   | 2020 (2) | [ 33 ] |
| 12 | Stuart Bingham | Thepchaiya Un-Nooh | Gruppo 1          | 4 gennaio 2021    | 2021 (1) | [ 34 ] |

### Montepremi
| Edizione  | Montepremi |
| --------- | ---------- |
| 2008      | £175600    |
| 2009      | £175600    |
| 2010      | £200500    |
| 2011      | £205000    |
| 2012      | £205000    |
| 2013      | £205000    |
| 2014      | £205000    |
| 2015      | £180100    |
| 2016      | £179200    |
| 2017      | £181800    |
| 2018      | £178900    |
| 2019      | £177500    |
| 2019-2020 | £180000    |
| 2020 (1)  | £218000    |
| 2020 (2)  | £328000    |
| 2021 (1)  | £181700    |
| 2021 (2)  | £328000    |
| 2021-2022 | £205000    |

### Sponsor
| Edizione  | Sponsor        |
| --------- | -------------- |
| 2008      |                |
| 2009      |                |
| 2010      |                |
| 2011      |                |
| 2012      |                |
| 2013      |                |
| 2014      |                |
| 2015      |                |
| 2016      |                |
| 2017      |                |
| 2018      |                |
| 2019      |                |
| 2019-2020 | BetVictor      |
| 2020 (1)  | Matchroom.live |
| 2020 (2)  | BetVictor      |
| 2021 (1)  | BetVictor      |
| 2021 (2)  | BetVictor      |
| 2021-2022 | BetVictor      |